# Холоша, Вячеслав Вячеславович
Вячеслав Вячеславович Холоша (15 июня 1972, Таганрог) — российский футболист, нападающий.

## Биография
Воспитанник таганрогского футбола. на протяжении нескольких лет выступал за различные клубы второго дживизиона. В 2002 году провел семь игр за команду украинской Первой лиги «Нефтяник» (Ахтырка). В 2003—2004 гг. форвард выступал в казахстанской Премьер-Лиге «Акжайык» под руководством тренера Бориса Журавлева. В 2008 году наставник пригласил Холошу в «Псков-747», который стал для него последним профессиональным коллективом в карьере — за него нападающий провел одну встречу. В 2009 году перед началом сезона находился в расположении «Таганрога», но в команду не перешел, сосредоточившись на играх в любительских коллективах.